# تاجر بزرگ
تاجر بزرگ (انگلیسی: The Great Merchant; کره‌ای: 거상 김만덕; لاتین‌نویسی اصلاح‌شده: Geosang Gim Mandeok) یک مجموعهٔ تلویزیونی کره جنوبی سال ۲۰۱۰ با بازی لی می یون، هان جه-سوک، دو جی هان، پارک سول-می و گو دو-شیم است. این مجموعه از ۶ مارس تا ۱۳ ژوئن ۲۰۱۰، روزهای شنبه و یکشنبه ساعت ۲۰:۴۰ (کی‌اس‌تی) از کی‌بی‌اس۱ برای ۳۰ قسمت پخش شد.
این مجموعه زندگی کیم مان دوک و دستاوردهایش در کنار رقابت‌های او با دیگر تاجران در دوران پادشاهی چوسان را به تصویر می‌کشد.

## بازیگران
- لی می یون در نقش کیم مان دوک/یی هونگ
  - شیم اون کیونگ در نقش هونگ (جوانی یی هونگ)

دختر لرد کیم اونگ ریول و یی اوک هونگ، یک رعیت از جزیره ججو.
- هان جه-سوک در نقش جونگ هونگ سو
  - دو جی هان در نقش جوانی هونگ سو

پسر لرد جونگ دو وونگ.
- پارک سول-می در نقش اوه مون سون، «بانو اوه»
  - جو دا یونگ در نقش ماک سون (جوانی مون سون)

نامادری کانگ یو جی
- ها سوک جین در نقش کانگ یو جی

ناپسری اوه مون سون.
- گو دو-شیم در نقش هال مه، «مادربزرگ»